# Муховата
Муховата (укр. Мухувата) — село на Украине, находится в Казатинском районе Винницкой области.
Код КОАТУУ — 0521485606. Население по переписи 2001 года составляет 64 человека. Почтовый индекс — 22164. Телефонный код — 4342.
Занимает площадь 0,886 км².

## Адрес местного совета
22164, Винницкая область, Казатинский р-н, с. Овяники, ул. Фрунзе, 64